# Download Festival
Download Festival er en tre dages musikfestival som bliver afholdt i England i Donington Park (som var vært for Monsters of Rock-festivalerne mellem 1980 og 1996 samt Ozzfest i 2002.) Festivalen bliver afholdt hvert år i slutningen af foråret, og den er ejet og styret af Live Nation, et selskab ejet af Clear Channel Comunications.
- Wikimedia Commons har flere filer relateret til Download Festival

52°49′47″N 1°22′46″V / 52.829805555556°N 1.3795555555556°V